# 多良木町立多良木小学校
多良木町立多良木小学校（たらぎちょうりつ たらぎしょうがっこう）は、熊本県球磨郡多良木町にある公立の小学校。

## 沿革
歴史
1875年（明治8年）「公立迫田小学校」として創立。現校名となったのは1947年（昭和22年）。2025年（令和7年）に創立150周年を迎えた。
学校教育目標
「ふるさとを愛し 徳･知･体の調和のとれた 多良木っ子の育成」
校章
桜の花弁等を背景にして、中央に校名の頭文字である「多」の文字を配している。
校歌
作詞・作曲ともに犬童球渓による。歌詞は4番まであり、1番と2番の歌詞中に「多良木」が登場する。
通学区域
多良木町のうち「大字多良木（一部）」。中学校区は多良木町立多良木中学校。
- 1875年（明治8年）6月 - 上迫田民費御蔵を修繕の上、校舎とし「公立迫田小学校」が設立。
- 1879年（明治12年）6月 - 戸長事務所に移転。
- 1883年（明治16年）10月 - 新山諏訪神社境内に公立迫田小学校授業所（分教場）を開設。
- 1884年（明治17年）9月 - 本願寺派仮説教所を買い受け、修繕を加えた上で移転。
- 1887年（明治20年）5月 - 小学校令施行により、尋常科（4年制）を設置の上、「尋常迫田小学校」に改称。授業所を字里の城に分教場を開設し、里ノ城支校とする。
- 1889年（明治22年）4月1日 - 町村制施行により、球磨郡「多良木村」が発足。
- 1890年（明治23年）4月 - 高等球磨小学校多良木支校（高等小学校分校）が設置される。
- 1892年（明治25年）
  - 8月 - 上迫田に新校舎が完成。「迫田尋常小学校」に改称。
  - 9月 - 高等球磨小学校多良木支校が廃止される。
- 1895年（明治28年）
  - 2月 - 旧・高等小学校跡に多良木農業補習学校が設置される。同年4月に多良木実業補習学校に改称。
- 1896年（明治29年）
  - 2月[1] - 「多良木尋常小学校」（尋常科4年）と改称。多良木実業補習学校の運営の主体が多良木村外八ヶ村[2]組合となる。
  - 11月 - 里の城尋常小学校を統合の上、「宮ヶ野分教場」とする。
- 1897年（明治30年）11月23日 - 多良木実業補習学校が多良木村外八ヶ村[2]組合立多良木高等小学校（4年制）に改編される。
- 1902年（明治35年）3月 - 多良木農業補習学校が併置される。
- 1907年（明治40年）4月 - 高等科（2年制）を併置の上、「多良木尋常高等小学校」（尋常科4年・高等科2年）に改称。組合立多良木高等小学校は高等科3・4年のみの小学校となる。
- 1908年（明治41年）4月 - 改正小学校令施行により、尋常科（義務教育年限）が4年制から6年制に改められる。これにより、従来の高等科1・2年を尋常科5・6年に改める。このため高等科は廃止され、「多良木尋常小学校」（尋常科6年）に改称。
- 1915年（大正4年）4月 - 組合立多良木高等小学校の運営の主体が「多良木村外四ヶ村組合[3]立」となる（5村が脱退）。
- 1916年（大正5年）4月 - 組合立多良木高等小学校の運営の主体が「多良木村外三ヶ村組合」となる（免田村が脱退）。
- 1919年（大正8年）- 新校舎が完成。
- 1923年（大正12年）4月 - 多良木村外三ヶ村組合多良木高等小学校の廃止により、高等科（2年制）を併置の上、「多良木尋常高等小学校」（尋常科6年・高等科2年）に改称。
- 1926年（大正15年）5月1日 - 町制施行により、「多良木町」が発足。
- 1927年（昭和2年）10月 - 講堂が完成。
- 1932年（昭和7年）11月 - 新校舎が完成。運動場を拡張。
- 1941年（昭和16年）4月1日 - 国民学校令施行により、「多良木町多良木国民学校」に改称。尋常科を初等科に改める。
- 1942年（昭和17年）4月1日 - 宮ヶ野分教場が分離の上、「多良木町宮ヶ野国民学校」として独立。
- 1947年（昭和22年）- 学制改革が行われる（六・三制の実施）。
  - 4月1日 - 国民学校初等科は、新制小学校「多良木町立多良木小学校」（現校名）に改組・改称。
  - 4月 - 国民学校高等科は青年学校普通科とともに、新制中学校「多良木町立多良木中学校」に改組・改称。小学校に併設される。
- 1949年（昭和24年）11月 - 給食調理室が完成。
- 1966年（昭和31年）11月 - 創立80周年を記念して図書館を設置。
- 1963年（昭和38年）3月 - 校地を拡張。鉄筋コンクリート造新校舎（9教室）が完成。
- 1964年（昭和39年）3月 - 鉄筋コンクリート造新校舎（12教室）が完成。
- 1967年（昭和42年）3月 - 講堂を移転。
- 1970年（昭和45年）9月 - プールが完成。
- 1975年（昭和50年）12月 - 創立100周年記念式典を挙行。
- 1978年（昭和53年）3月 - 体育館が完成。
- 1981年（昭和56年）10月 - 「自然の森」を造成。
- 2005年（平成17年）5月 - 放課後子ども教室を開始。
- 2011年（平成23年）2月 - 新校舎入校式を挙行。
- 2012年（平成24年）2月 - 新校舎落成式を挙行。
- 2014年（平成26年）3月 - プールの改修工事が完了。

## 交通アクセス
最寄りの鉄道駅
- くま川鉄道 湯前線「多良木駅」

最寄りのバス停留所
- 九州産交バス 「多良木小学校前」停留所

最寄りの幹線道路
- 国道219号

## 周辺
- 多良木町学校給食センター
- たらぎ保育園
- 多良木町役場
- 多良木町森林組合
- 多良木町 ふれあい交流センター えびすの湯
- 多良木村多目的総合グラウンド
- 多良木町立多良木中学校新校舎（旧・熊本県立多良木高等学校校地）
- 熊本県立球磨支援学校
- 多良木郵便局
- 肥後銀行多良木支店